# Le Grand Départ (Rockwell)
Pour les articles homonymes, voir Le Grand Départ.
Le Grand Départ (titre original : Breaking Home Ties (Boy and Father Sitting on Truck)) est une illustration de magazine peinte à l'huile par Norman Rockwell pour la couverture du Saturday Evening Post du 25 septembre 1954.

## Sujet
Le départ du fils, vers une école lointaine, rendant les liens familiaux plus tenus, l'impossibilité d'un père  à exprimer ses sentiments à cette occasion, tout concourt à opposer les générations malgré le bénéfice de l'ascension sociale en vigueur dans les années 1950.
Les détails de l'image, comme pour la plupart des œuvres de Norman Rockwell, se combinent pour raconter une histoire  (son début ou sa fin), ici, celle d'un garçon  qui quitte son foyer pour la première fois accompagné par son père sur le quai de la gare. La peinture, considérée par les experts comme l'un des chefs-d'œuvre de l'illustrateur, est aussi l'une des plus largement reproduites.

## Description
Le jeune homme et son père sont assis sur le marchepied du camion du ranch familial (dont le nom est visible inscrit sur la portière) avec à leurs côtés leur chien, un colley, dont la tête repose sur la cuisse du garçon (en substitut de la mère absente). Le ticket dépassant de sa poche et un morceau d'un rail visible dans le coin inférieur de la toile, là où se trouve le trio, suggèrent qu'ils sont  sur le quai d'une gare, attendant le train qui emmènera le fils.
Des livres  sont  posés sur une valise neuve ; sur son côté est collé un fanion triangulaire « State U, aux couleurs rouge et blanche, comme la cravate et les chaussettes parfaitement appairées, tout ceci montrant qu'il se rend dans une université américaine. Le garçon porte un costume rayé clair et des chaussures vernies, les mains tenant un paquet enrubanné de rose sur ses jambes (probablement son repas préparé par sa mère dans une lunch box), son regard se concentre  vers l'horizon. 
En contraste, le père est assis courbé, la cigarette à la bouche, tenant, devant lui des deux mains, en même temps qu'une allumette, son chapeau et celui de son fils. Il affiche les habits de sa condition, pantalon et chemine en toile de jeans, bottes de cow-boy, foulard à pois sortant de sa poche arrière. Il porte un regard résigné dans une direction opposée. Une médaille pend à sa poche de poitrine au bout d'un ruban jaune. À sa droite un drapeau rouge et une lanterne sont posés sur une malle usagée.
Parmi les détails réalistes on peut noter les traces laissées par une roue de secours absente sur le marchepied et le panneau de la portière, une évocation  de la pauvreté dans l'agriculture depuis les années 1930.
Des allumettes, outre celle qu'il tient dans sa main, sont visibles coincées dans le ruban de son chapeau.
La signature du peintre est posée en cartellino sur la base de la malle usagée à gauche.

## Histoire
Le Grand Départ a été exposé dans plusieurs musées, dont le Corcoran Gallery of Art (en 1955). Il fut aussi présenté  à Moscou et au Caire en 1964. Depuis 2003, la peinture était exposée au musée Norman Rockwell  ce qui était sa première exposition publique depuis plus de 25 ans.
En 1960, la peinture fut achetée pour 900 dollars par Don Trachte et fut sa propriété jusqu'à sa mort le 4 mai 2005. Sa succession passa à ses quatre enfants.
Elle fut l'inspiration d'un téléfilm de 1987 Breaking Home Ties, avec Jason Robards et Doug McKeon dans les rôles respectifs du père et du fils.
En février 2006, Dave et Don Trachte, Jr., commencèrent à rechercher les peintures dans la propriété de leur père, et tombèrent, dans l'atelier, sur une copie du tableau par George Hughes. Ils trouvèrent un film révélant que leur père possédait deux copies du Grand Départ, avec des différences qui étaient aisément perceptibles. Malgré les déclarations du père qui affirmait posséder le tableau restauré, un examen professionnel effectué par le Centre de conservation de Williamstown a démontré qu'il s'agissait d'un faux.
Le 16 mars 2006, Dave et Don retrouvèrent l'original dans l'atelier de leur père, caché entre les lambris de la bibliothèque. À cet endroit se trouvait la peinture originale qui avait été acheté par Don Trachte, incluant la copie originale du Grand Départ.  Le 6 avril 2006, le musée Norman Rockwell placèrent en exposition les originaux entourés des copies.
Le 29 novembre 2006, Sotheby's vendit la peinture aux enchères pour 15,4 millions de dollars, ce qui, à l'époque, était la somme record pour une œuvre de Rockwell. L'acheteur ou les acheteurs ont choisi de rester anonymes.